# Lörick
Lörick, Düsseldorf-Lörick – dzielnica miasta Düsseldorf w Niemczech, w okręgu administracyjnym 4, w kraju związkowym Nadrenia Północna-Westfalia, w rejencji Düsseldorf. Zabudowa dzielnicy stanowi mieszankę domów jednorodzinnych, bloków i biurowców zgromadzonych w pochodzącym z 1961 kompleksu Seestern. Tereny pochodzących z 1914, niefunkcjonujących od lat 70. zakładów przemysłowych  Areal Boehler oraz okoliczne pola rolne są stopniowo przekształcone w nowe osiedla bloków mieszkalnych. Lörick posiada wysoki współczynnik mieszkańców z zagranicy (27,8%) – najliczniejsze grupy to obywatele Japonii i Chin.

## Położenie
Dzielnica Lörick znajduje się na zachodnim brzegu Renu, wraz z pozostałymi dzielnicami 4. okręgu administracyjnego Düsseldorfu. Graniczy z dzielnicami Heerdt, Niederkassel i Oberkassel oraz miastem Meerbusch. Teren dzielnicy jest płaski i położony nisko, co wynika z jego lokacji na naturalnym cyplu utworzonym przez rzekę Ren.
Melioracja terenu zdecydowała o rolniczym charakterze znajdujących się tu osad, a bliskość brzegu umożliwiła powstanie niewielkiego portu. Część dzielnicy od strony rzeki osłonięta jest wałem przeciwpowodziowym oraz chronionymi terenami zalewowymi.
Przez teren dzielnicy przebiegały drogi handlowe, zmierzające w stronę przepraw pontonowych i promowych, łączących lewobrzeżne miasta i osady z główną dzielnicą Altstad. Poczynając od początku XX wieku, budowa kolejnych mostów przyczyniła się do powstania utwardzonych dróg, linii kolejowej oraz linii tramwajowej, prowadzących do centrum Düsseldorfu.

## Historia
Badania archeologiczne z okresu lat 50. XX wieku wskazały na istnienie wczesnośredniowiecznego cmentarza z okresu V wieku n.e. w okolicy dzisiejszej Ilvericher Straße. W ramach badania grobu młodego wojownika z okresu panowania Merowingów, znaleziono m.in. miecz, którego typ został nazwany od nazwy dzielnicy, tj. "Oberlörick-Samson-Abingdon". Pierwsze regularne zabudowania powstały w VIII. wieku n.e.
Pierwsze wzmianki pisemne o tych okolicach pochodzą z X wieku. n.e., kiedy to należały do parafii Heerdt. W tym okresie nazwa okolicy brzmiała Lurische lub Lurik. Stan ten trwał aż do początku XX wieku.
W dokumencie z XIV wieku, stwierdzającym sprzedaż ziem przez Arnolda, władcę Randerath (dziś Heinsberg), na rzecz klasztoru Haus Meer, okolica nosi nazwę "Niederlörick". Pomimo bliskości do Düsseldorfu, znajdowała się w strzefie rządów biskupa Kolonii, władającego lewobrzeżną stroną regionu. Szlaki komunikacyjne powstawały na linii północ-południe, a nie bardziej naturalnym dla okolicy kierunku wschód-zachód. Pomimo bliskości do centrum miasta, okolica była od niego faktycznie odcięta. Stan ten trwał do XVIII wieku i skutkował m.in. późnym powstaniem stałych przepraw przez rzekę w pierwszej części XX wieku.
W czasach Pruskich dzielnica należała administracyjnie do pobliskiej miejscowości Heerdt. Od 1794 okolica należała do miasta Linn (dziś dzielnica Krefeld), następnie od 1814 do kantonu Neuss. W dokumencie z 1817 funkcjonuje pod nazwą Niederlorick, w ramach dzielnicy Buderich, należącej do pobliskiego Neuss, obok istniejących do dziś osad Oberkassel, NIederkassel i Heerdt.
W opisie administracji lokalnej z 1836 okolica funkcjonuje pod nazwą Oberlörick i należy do miasta Heerdt w ramach regionu Neuss. Leżąca na tym terenie osada Niederkassel liczyła wówczas 370 mieszkańców, Oberkassel – 109 a Oberlörick 165. Na początku XX wieku nazwy „Niederlörick“ i „Oberlörick" funkcjonowały oddzielnie – pierwsza określała tereny wraz Löricker Feld, które należały do Buderich, druga zaś tereny należące już do Düsseldorfu.

## Komunikacja
Dzielnica połączona jest z resztą miasta za pomocą komunikacji miejskiej autobusowej oraz tramwajowej.
Linie autobusowe zapewniają komunikację zarówno z centrum miasta, jak i pobliskimi miejscowościami Meerbusch i Neuss.
Linia tramwajowa jest kontynuacją jednej z dwóch odnóg sieci tramwajowej z Belsenplatz w Oberkassel. Od głównej linii poprowadzona jest krótka odnoga do kompleksu biurowo hotelowego Seestern. Za pętlą Lörick, po przekroczeniu granic miasta, jej bieg kontynuowany jest w kierunku Krefeld. W 2020 roku zatwierdzono plan nowej linii U81, docelowo łączącej port lotniczy w Düsseldorfie z Neuss za pomocą nowej przeprawy mostowej nad Renem, na wysokości centrum ekspozycyjnego Merkur Spiel-Arena w dzielnicy Stockum.

## Infrastruktura
W 1957 w ślepej odnodze Renu, zwanej lokalnie Paradieshafen, mieszczącej do tej pory niewielką marinę i powstałe w 1955 pole kempingowe, rozpoczęto ukończoną w 1961 budowę liczącego 6000 m² kompleksu kąpieliskowego. W wyniku zanieczyszczenia wody w Renie, w 1965 kąpielisko zamknięto, a w 1971 skończono budowę niezależnego od rzeki basenu na otwartym powietrzu.

## Obiekty kultu religijnego
- Kościół St. Maria Hilfe der Christen
- Kościół Św. Filipa

## Zdjęcia

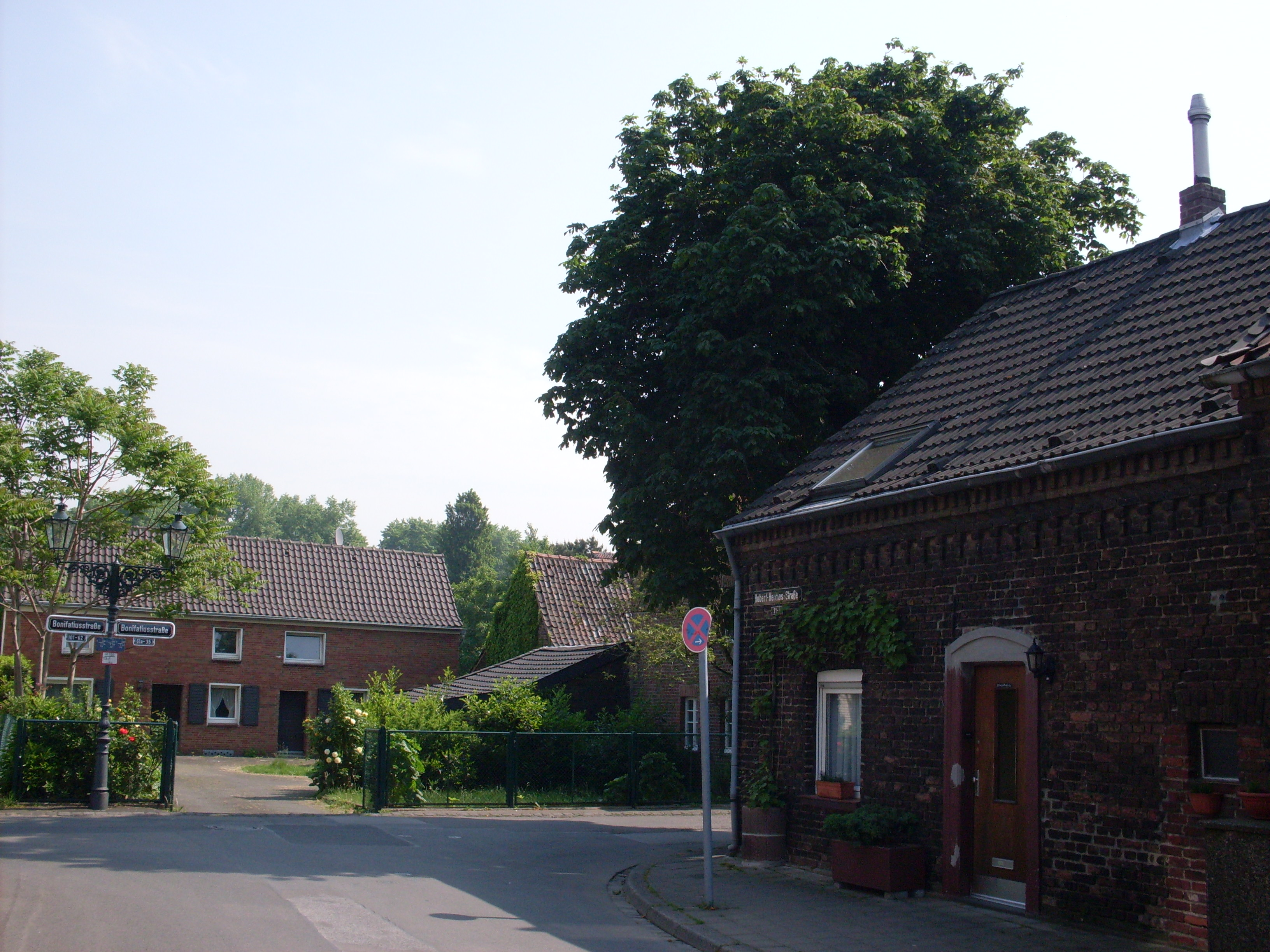
Najstarsza część dzielnicy, osada Alt-Loerick
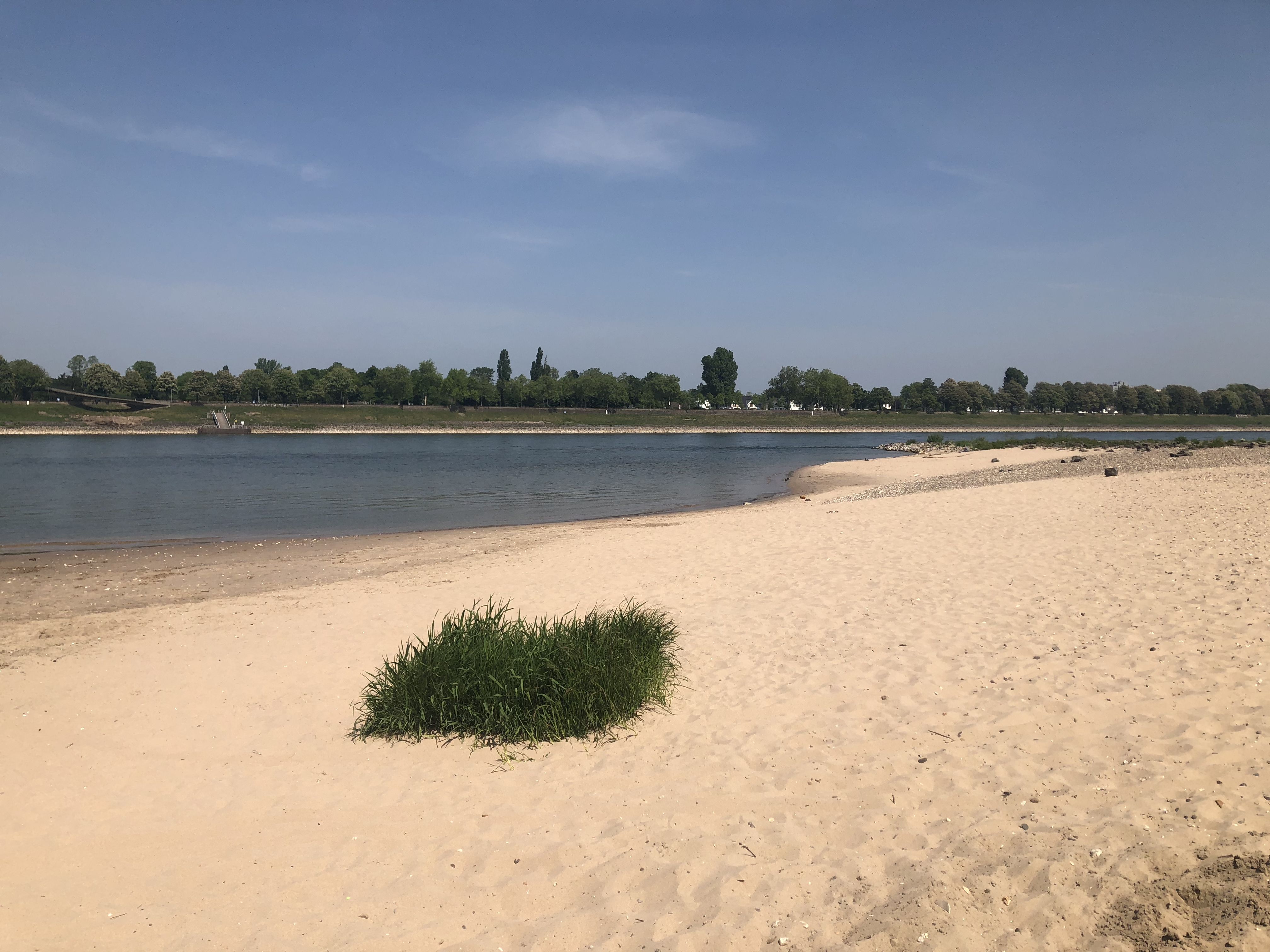
Plaża nad Renem – część dzielnicy leży nad rzeką
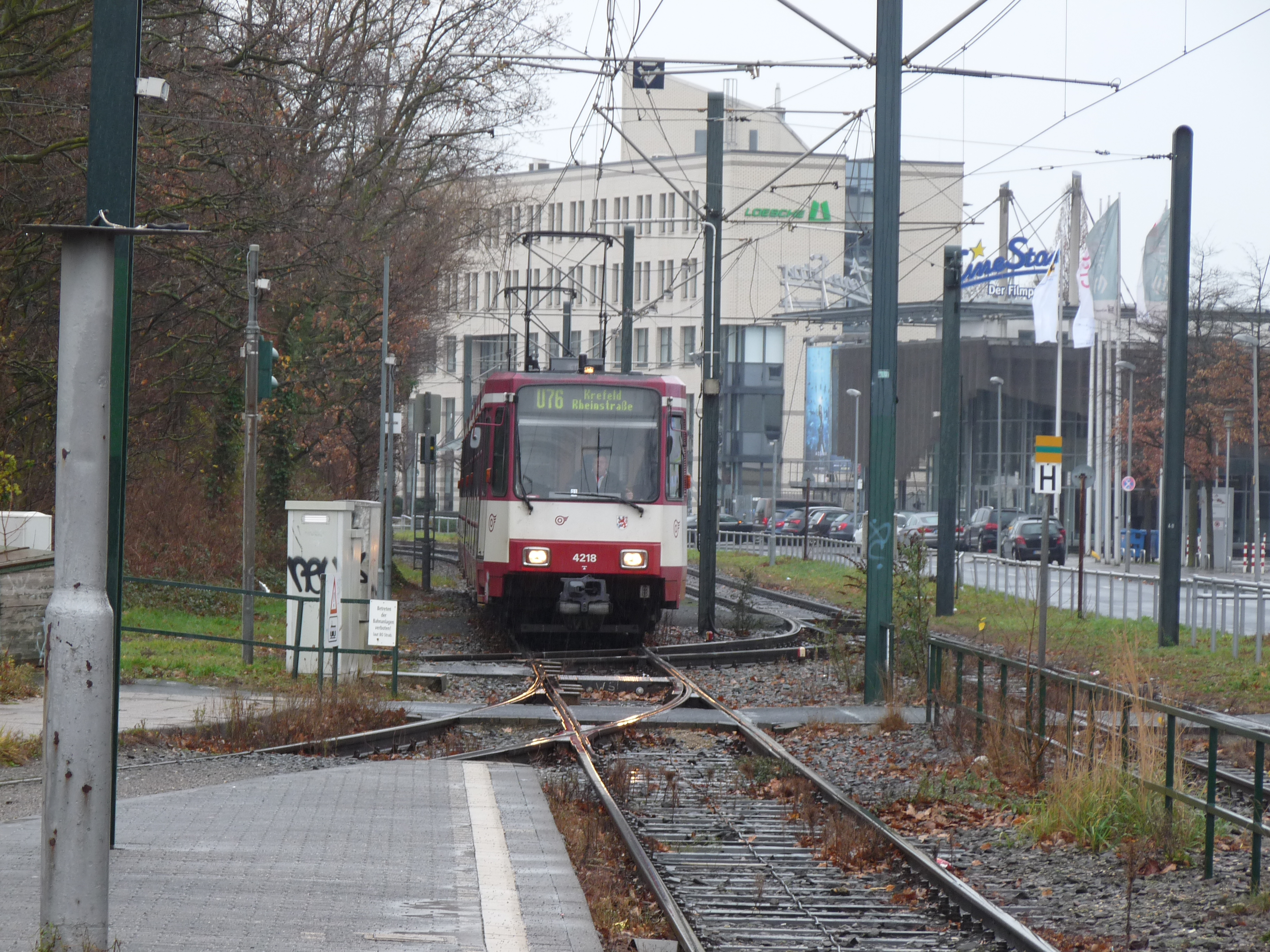
Tramwaj zbliżający się do Pętli Loerick
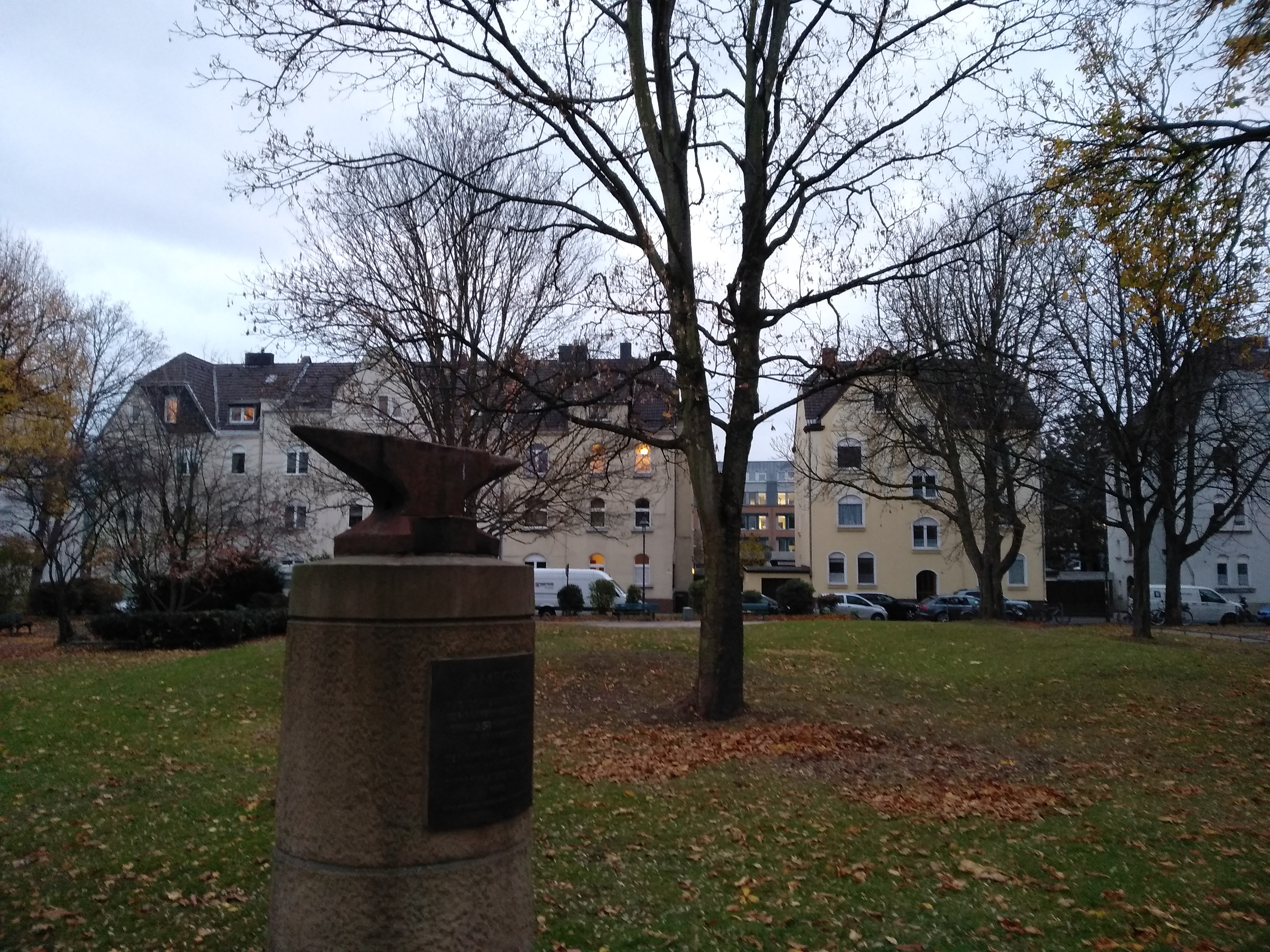
Ambossplatz, centrum dzielnicy na początku XX wieku